# Claire Wineland
 (mars 2018).
Si vous disposez d'ouvrages ou d'articles de référence ou si vous connaissez des sites web de qualité traitant du thème abordé ici, merci de compléter l'article en donnant les références utiles à sa vérifiabilité et en les liant à la section « Notes et références ».
Pour les articles homonymes, voir Wineland.
Claire Wineland, née le 10 avril 1997 à Austin et morte le 2 septembre 2018 à San Diego, est une activiste, une entrepreneuse et une auteure américaine.
À travers son association caritative « Claire's Place Foundation », elle aida les personnes souffrant de maladie chronique en phase terminale ainsi que leurs familles. Elle est l'auteure de Every Breath I Take (traduisible par « Chaque respiration que je prends ») et de Surviving and Thriving with Cystic Fibrosis. Elle prit également la parole à l'occasion de TEDx Talks, congrès de mini-conférences.

## Biographie
Claire Wineland est née le 10 avril 1997 à Austin au Texas. Elle est atteinte dès la naissance d'une mucoviscidose. Elle déménagea ensuite avec sa famille à Los Angeles. Petite, elle était très dynamique : à l'âge de quatre ans, elle apparaît dans la comédie musicale The Music Man. Elle continue de jouer, fait de la randonnée et de la natation malgré ses problèmes pulmonaires. À treize ans, elle développe une infection du sang qui, touchant ses poumons, la plonge dans le coma pendant près de 16 jours. Elle fonde ensuite une association qui vise à aider les familles affectées par une maladie chronique en stade terminal (et tout particulièrement la mucoviscidose). Elle a passé environ un tiers de sa vie à l’hôpital et a subi plus de 30 opérations chirurgicales.

### Activisme

#### Claire’s Place Foundation
Claire Wineland fonde la Claire’s Place Foundation à l'âge de treize ans, inspirée par le soutien de sa communauté alors qu'elle était dans le coma. Elle lance une organisation pour soutenir les enfants atteints de mucoviscidose et leur famille. Cette organisation propose deux programmes de soutien : d'une part un programme d'aide aux familles grâce à un support personnalisé et une assistance médicale (au niveau des traitements et des médicaments) ; d'autre part un support émotionnel venant non seulement d'autres parents volontaires, mais aussi des Extended Hospital Stay Grants qui apportent une aide aux familles ayant des problèmes financiers en raison des séjours prolongés de leurs enfants à l'hôpital. Pour le moment, la Fondation Claire’s Place a apporté une assistance financière à 26 familles.

#### The Clairity Project
The Clairity Project est un site internet composé d'une série de vidéos, de vlogs qui visent à éduquer le grand public en donnant un aperçu de ce que peut être la vie quotidienne d'une personne malade en stade terminal. Selon ce site web, l'activisme de Claire a pour but de « mettre en lumière ce que c'est d’être vraiment malade, et changer la façon dont on voit la maladie et ceux qui vivent avec elles ». Dans ces vidéos, Claire interviewe sa mère et sa jeune sœur Ellie. En août 2017, elle annonce la fin de The Clairity Project après qu'une société de production en a pris le contrôle créatif total sans son consentement, tout en affirmant que le contenu créé par Claire leur appartenait.

#### Apparitions en public
Claire Wineland a été choisie pour intervenir pendant la 63e convention du Congrès de l'American Association for Respiratory Care (en) (AARC). Elle est également intervenue dans un certain nombre de TEDx Talks, et a donné de nombreuses conférences à travers le monde. Claire apparaît également dans un épisode de Red Band Society et dans le documentaire My Last Day (« Mon dernier jour »). Elle a aussi rejoint la chorale Breathless Choir en tant que soliste.

## Récompenses
| Distinctions                                                     | Année |
| ---------------------------------------------------------------- | ----- |
| Los Angeles Business Journal’s Small Nonprofit of the Year Award | 2014  |
| Gloria Barron Prize for Young Heroes                             | 2014  |
| Fox Teen Choice Award                                            | 2015  |

En 2016, Claire Wineland fait partie de la liste des 17 adolescents les plus influents (« Power Teens ») du magazine adolescent américain Seventeen. 